# Americano Futebol Clube (Rio de Janeiro)
Pour les articles homonymes, voir Americano Futebol Clube.
Maillots
L'Americano Futebol Clube, communément appelé Americano, est un club brésilien de football de Campos dos Goytacazes dans l'État de Rio de Janeiro, fondé le 1er juin, 1914.

## Historique
Le club a été fondé par des uruguayens, les frères Bertoni.

## Palmarès
- Championnat Fluminense de football (pt) : 1964, 1965, 1968, 1969, 1975
- Copa Rio : 2018
- Taça Guanabara : 2002
- Taça Rio : 2002
- Championnat de la ville de Campos : 1915, 1919, 1921, 1922, 1923, 1925, 1930, 1934, 1935, 1939, 1944, 1946, 1947, 1950, 1954, 1964, 1965, 1967, 1968, 1969, 1970, 1971, 1972, 1973, 1974, 1975, 1977.